# Dimo Krăstev
Dimo Nikolaev Krăstev (in bulgaro Димо Николаев Кръстев?; Burgas, 10 febbraio 2003) è un calciatore bulgaro, difensore della Fiorentina.

## Biografia
Suo padre Nikolaj Krăstev è stato anch'egli un calciatore.

## Caratteristiche tecniche
Può giocare sia da difensore centrale che da centrocampista.

## Carriera

### Club
Dopo aver passato la trafila nelle giovanili del Neftohimik Burgas, esordisce in prima squadra a 15 anni.
L'8 marzo 2019 viene acquistato dalla Fiorentina.
Il 2 gennaio 2021 viene convocato per la prima volta in prima squadra in occasione della sfida contro il Bologna, senza tuttavia esordire.
Dopo avere trascorso 4 anni nella viola senza mai esordire in prima squadra, il 12 luglio 2023 viene ceduto in prestito al Catanzaro, militante in Serie B.
Il 24 gennaio 2024 il prestito viene rescisso e lui viene ceduto (sempre a titolo temporaneo) alla Feralpisalò, club militante nella medesima serie dei calabresi.
Il 30 agosto 2024 viene ceduto in prestito alla Ternana, in Serie C. Con gli umbri trova poco spazio, terminando anzitempo la stagione a novembre a causa di una lesione al legamento crociato.

### Nazionale
Dopo avere militato nelle selezioni giovanili bulgare, il 16 novembre 2022 fa il suo esordio in nazionale maggiore nella gara amichevole vinta per 2-0 contro Cipro.

## Statistiche

### Presenze e reti nei club
Statistiche aggiornate al 15 settembre 2024.
| Stagione                  | Squadra                   | Campionato                | Campionato | Campionato | Coppe nazionali | Coppe nazionali | Coppe nazionali | Coppe continentali | Coppe continentali | Coppe continentali | Altre coppe | Altre coppe | Altre coppe | Totale | Totale |
| Stagione                  | Squadra                   | Comp                      | Pres       | Reti       | Comp            | Pres            | Reti            | Comp               | Pres               | Reti               | Comp        | Pres        | Reti        | Pres   | Reti   |
| ------------------------- | ------------------------- | ------------------------- | ---------- | ---------- | --------------- | --------------- | --------------- | ------------------ | ------------------ | ------------------ | ----------- | ----------- | ----------- | ------ | ------ |
| 2017-2018                 | Neftohimik Burgas         | VL                        | 1          | 0          | CB              | -               | -               | -                  | -                  | -                  | -           | -           | -           | 1      | 0      |
| 2018-2019                 | Neftohimik Burgas         | TL                        | 4          | 0          | -               | -               | -               | -                  | -                  | -                  | -           | -           | -           | 4      | 0      |
| Totale Neftochimic Burgas | Totale Neftochimic Burgas | Totale Neftochimic Burgas | 5          | 0          |                 | -               | -               |                    | -                  | -                  |             | -           | -           | 5      | 0      |
| 2020-2021                 | Fiorentina                | A                         | 0          | 0          | CI              | 0               | 0               | -                  | -                  | -                  | -           | -           | -           | 0      | 0      |
| 2021-2022                 | Fiorentina                | A                         | -          | -          | CI              | -               | -               | -                  | -                  | -                  | -           | -           | -           | 0      | 0      |
| 2022-2023                 | Fiorentina                | A                         | 0          | 0          | CI              | -               | -               | UECL               | -                  | -                  | -           | -           | -           | 0      | 0      |
| 2023-gen. 2024            | Catanzaro                 | B                         | 2          | 0          | CI              | 1               | 0               | -                  | -                  | -                  | -           | -           | -           | 3      | 0      |
| gen.-giu. 2024            | Feralpisalò               | B                         | 3          | 0          | CI              | -               | -               | -                  | -                  | -                  | -           | -           | -           | 3      | 0      |
| ago. 2024                 | Fiorentina                | A                         | -          | -          | CI              | -               | -               | UECL               | -                  | -                  | -           | -           | -           | 0      | 0      |
| Totale Fiorentina         | Totale Fiorentina         | Totale Fiorentina         | 0          | 0          |                 | 0               | 0               |                    | -                  | -                  |             | -           | -           | 0      | 0      |
| set.- 2024-2025           | Ternana                   | C                         | 2          | 0          | CI-C            | -               | -               | -                  | -                  | -                  | -           | -           | -           | 2      | 0      |
| Totale carriera           | Totale carriera           | Totale carriera           | 12         | 0          |                 | 1               | 0               |                    | 0                  | 0                  |             | -           | -           | 13     | 0      |

### Cronologia presenze e reti in nazionale
| Cronologia completa delle presenze e delle reti in nazionale ― Bulgaria | Cronologia completa delle presenze e delle reti in nazionale ― Bulgaria | Cronologia completa delle presenze e delle reti in nazionale ― Bulgaria | Cronologia completa delle presenze e delle reti in nazionale ― Bulgaria | Cronologia completa delle presenze e delle reti in nazionale ― Bulgaria | Cronologia completa delle presenze e delle reti in nazionale ― Bulgaria | Cronologia completa delle presenze e delle reti in nazionale ― Bulgaria | Cronologia completa delle presenze e delle reti in nazionale ― Bulgaria |
| Data                                                                    | Città                                                                   | In casa                                                                 | Risultato                                                               | Ospiti                                                                  | Competizione                                                            | Reti                                                                    | Note                                                                    |
| ----------------------------------------------------------------------- | ----------------------------------------------------------------------- | ----------------------------------------------------------------------- | ----------------------------------------------------------------------- | ----------------------------------------------------------------------- | ----------------------------------------------------------------------- | ----------------------------------------------------------------------- | ----------------------------------------------------------------------- |
| 16-11-2022                                                              | Nicosia                                                                 | Cipro                                                                   | 0 – 2                                                                   | Bulgaria                                                                | Amichevole                                                              | -                                                                       |                                                                         |
| 7-9-2023                                                                | Plovdiv                                                                 | Bulgaria                                                                | 0 – 1                                                                   | Iran                                                                    | Amichevole                                                              | -                                                                       | 8’ 69’                                                                  |
| 10-9-2023                                                               | Podgorica                                                               | Montenegro                                                              | 2 – 1                                                                   | Bulgaria                                                                | Qual. Euro 2024                                                         | -                                                                       |                                                                         |
| Totale                                                                  |                                                                         | Presenze                                                                | 3                                                                       |                                                                         | Reti                                                                    | 0                                                                       |                                                                         |

## Palmarès

### Competizioni giovanili
- Coppa Italia Primavera: 3

Fiorentina: 2019-2020, 2020-2021, 2021-2022
- Supercoppa Primavera: 2

Fiorentina: 2021, 2022